# Pseudohalogène
Les pseudohalogènes sont des composés binaires inorganiques de la forme XY où X peut être un cyanure, cyanate, thiocyanate, et Y est un de ces mêmes groupes ou un vrai halogène. Toutes les combinaisons ne sont pas connues, ni forcément stables. Comme exemple, il existe le cyanogène, (CN)2, et le cyanure d'iode (ICN). Les anions correspondants se comportent dans de nombreuses circonstances comme des halogènes où la présence de double ou triple liaisons internes ne semblent pas affecter leur comportement chimique.
D'autres groupes sont aussi parfois considérés comme des pseudohalogénures tels les anions azoture (N3−) qui forment par exemple l'azoture de fluor ou l'azoture de chlore ou même les anions triflate (CF3SO3−).